# Mike Robertson
Michael (Mike) Robertson (Edmonton (Alberta), 26 februari 1985) is een Canadees snowboarder. Hij vertegenwoordigde zijn vaderland op de Olympische Winterspelen 2010 in Vancouver.

## Carrière
Bij zijn wereldbeker debuut, in december 2003 in Whistler, scoorde Robertson direct zijn eerste wereldbekerpunten. Vier jaar later behaalde de Canadees in Valle Nevado zijn eerste toptienklassering.
In januari 2009 stond Robertson in Bad Gastein voor de eerste maal in zijn carrière op het podium van een wereldbekerwedstrijd. Op de wereldkampioenschappen snowboarden 2009 in Gangwon eindigde de Canadees als zeventiende op het onderdeel snowboardcross. Tijdens de Olympische Winterspelen van 2010 in Vancouver veroverde Robertson de zilveren medaille op de snowboardcross.

## Resultaten

### Olympische Spelen
| Jaar | Plaats    | Resultaten     |
| ---- | --------- | -------------- |
| 2010 | Vancouver | Snowboardcross |

### Wereldkampioenschappen
| Jaar | Plaats  | Resultaten         |
| ---- | ------- | ------------------ |
| 2009 | Gangwon | 17e Snowboardcross |

### Wereldbeker

#### Eindklasseringen
| Seizoen   | Algm | SBX |
| --------- | ---- | --- |
| 2003/2004 | -    | 67e |
| 2005/2006 | 286e | 65e |
| 2006/2007 | 125e | 27e |
| 2007/2008 | 55e  | 18e |
| 2008/2009 | 15e  | 5e  |
| 2009/2010 | 49e  | 14e |